# Waves
Waves är en amerikansk psykologisk dramafilm från 2019 skriven, producerad och regisserad av Trey Edward Shults. Shults fick även sällskap av Kevin Turen och James Wilson, som också valde att agera som producenter på filmen. I huvudrollerna syns Kelvin Harrison Jr., Taylor Russell, Lucas Hedges, Alexa Demie, Renée Elise Goldsberry och Sterling K. Brown.

## Rollista
| Kelvin Harrison Jr.    | – Tyler Williams, en sistaårselev på high school, samt även tävlingsbrottare |
| Taylor Russell         | – Emily Williams, Tylers lillasyster                                         |
| Sterling K. Brown      | – Ronald Williams, Tyler och Emilys pappa                                    |
| Lucas Hedges           | – Luke, en av Tylers lagkamrater, samt Emilys kärleksintresse                |
| Renée Elise Goldsberry | – Catherine Williams, Tyler och Emilys styvmamma                             |
| Alexa Demie            | – Alexis Lopez, Tylers flickvän                                              |
| Clifton Collins Jr.    | – Bobby Lopez, Alexis pappa                                                  |
| Vivi Pineda            | – Elena Lopez, Alexis mamma                                                  |
| Neal Huff              | – Bill, Lukes pappa                                                          |
| Bill Wise              | – Coach Wise                                                                 |
| David Garelik          | – Ryan, en vän till Tyler                                                    |
| Ruben E.A. Brown       | – Wally                                                                      |
| Harmony Korine         | – Mr. Stanley                                                                |
| Krista Fairchild       | – Engelskalärare                                                             |